# غطسة

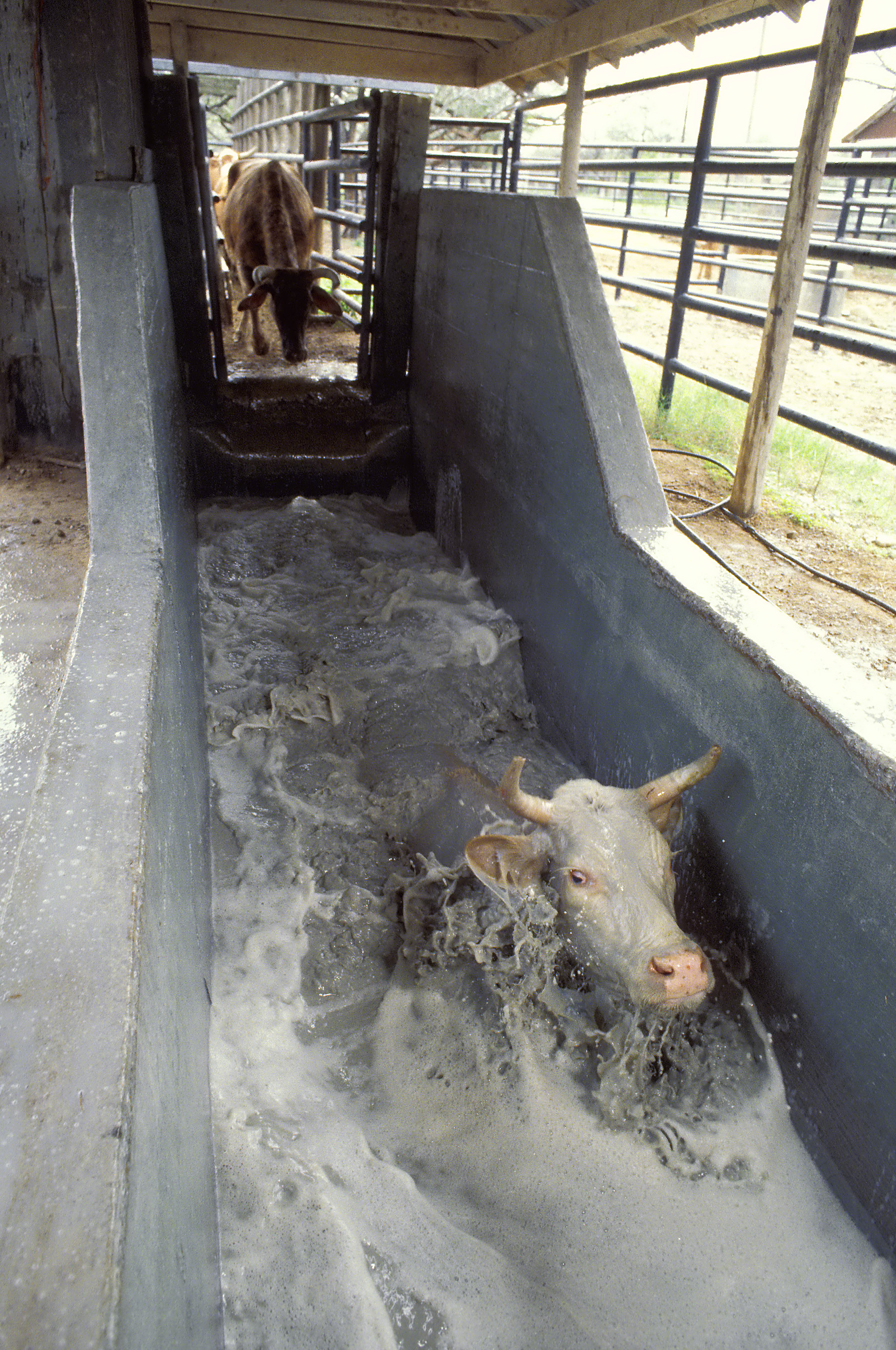
الماشية تُعالَج ضد القراد عبرَ الغطس أو الغَمْر

الغَطـسَة أو غَطْسَة وقد تردُ في بعض المصادر باسمِ غَطْسٌ هو حمَّامٌ مصمَّمٌ لغمر الماشية في مبيدات الآفات السائلة أو أي علاج آخر.

## التصميم
عادةً ما يتم تصميمُ آلة أو مكان الغطس كقناة ضيّقة (قريبةٌ في مساحتها من عَرض الحيوان). تمشي الحيوانات من خلالِ هذا الممرّ ويَغمرها بشكل تدريجي حتى ينغمس الحيوان تمامًا (باستثناء رأسه حتى يتمكّن من التنفس). تُصبح القناة ضحلة تدريجيًا حتى يخرج الحيوان. نظرًا لأن العديد من الحيوانات يمكن أن تسير عبر القناة واحدة تلو الأخرى، فهي طريقةٌ فعالةٌ لتوصيل المبيدات الحشرية أو غيرها من العلاجات السائلة إلى قطيعٍ كبيرٍ في وقتٍ وجيز. يُعرف المنتَج السائل المستخدَم في معالجة الماشية عن طريق الغمر في الغطس باسمِ مغطس الأغنام.